# Loch Maree (Neuseeland)
Der Loch Maree ist ein See in der Region Southland auf der Südinsel von Neuseeland.

## Namensherkunft
Der See wurde von Thomas Mackenzie auf seiner 1894 unternommenen Erforschungsreise nach dem gleichnamigen See in West Ross-shire, Schottland benannt.

## Geographie
Der vom Seaforth River durchflossene Loch Maree befindet sich rund 5,5 km ostnordöstlich des Shark Cove, eines östlichen Arms des Tamatea / Dusky Sound. Der längliche See erstreckt sich über eine Länge von rund 1,45 km in Westsüdwest-Ostnordost-Richtung und misst an seiner breitesten Stelle rund 480 m in Nordnordwest-Südsüdost-Richtung. Bei einem Umfang von rund 3,45 km umfasst die Fläche des Sees rund 41 Hektar.